# Akbari (Fars)
Akbari (perski: اكبري) – wieś w południowym Iranie, w ostanie Fars. W 2006 roku miejscowość liczyła 673 osoby w 131 rodzinach.